# Institut krále Sedžonga
Institut krále Sedžonga je organizace, která funguje v rámci Nadace King Sejong Institutu pod vlivem Ministerstva kultury, sportu a cestovního ruchu a za svůj cíl považuje šíření korejské kultury po celém světě. Tento účel naplňuje výukou korejského jazyka a představením korejské kultury nerodilým korejským mluvčím, kteří se jej chtějí naučit jako druhý jazyk.

## Vznik a historie institutu
Institut vznikl v roce 2007 počínaje s 13 pobočkami ve třech zemích. Jako jedny z pohnutek pro jeho založení institut uvádí tři hlavní důvody. Prvním je zvýšená poptávka po korejské kultuře, a to zejména díky rozšíření korejské vlny prostřednictvím zábavního průmyslu a vlivu korejských firem v zahraničí. Druhým je vedení přední značky řídící korejské jazykové vzdělávání způsobem podporováním a rozšiřováním již existujícího zájmu o korejskou kulturu. V neposlední řadě institut usiluje o zlepšení povědomí korejské kultury a korejského jazyka jak v zámoří, tak též na domácím území.
V roce 2023 má organizace 248 institutů v 85 zemích po celém světě. Od roku 2012 sloužil Song Hyang-keun jako první prezident KSIF. V roce 2018 pozici převzala Kang Hyounhwa, kterou po třech letech na pozici prezidentky institutu roku 2021 vystřídala Lee Hae-young.

### King Sejong Institute
| Založen                           | 2007                     |
| Zakladatel                        | Vláda Korejské republiky |
| Celkový počet institutů na světě  | 248                      |
| Počet institutů v České republice | 1                        |
| Webová stránka                    | Oficiální webová stránka |

## Logo
Logo institutu tvoří dva znaky korejské abecedy Hangul. Znak <ㅎ> je prvním písmenem ve slovech hangul (한글), institut (학당) a Korea (한국), zatímco znak <ㅅ> je prvním písmenem v samotném názvu institutu - Sedžong (세종). Sedžong je mimo jiné jméno krále Sedžonga Velikého, kterému je připisováno vytvoření korejského písma v 15. století, jež je používáno na Korejském poloostrově dodnes.

## Aktivity, výuka, kurzy

### Nuri-Sejonghakdang
Nuri-Sejonghakdang je webová stránka poskytující základní informace o korejském jazyce a korejské kultuře všem zájemcům, kteří se o korejské kultuře učí a mají zájem o výuku korejského jazyka. Stránka je spravována jak pro studenty, tak také pro učitele jazyka. Nabízí výukové a učební materiály pro korejštinu, díky kterým si zájemci mohou obohatit své zkušenosti. Web byl institutem založen jako jednotné médium pro šíření materiálů a spuštění soutěží za záminkou zjednodušení přístupu pro uživatele po celém světě.

### Online výuka
Roku 2020 institut reagoval na pandemii zahájením online kurzů, které fungují dodnes, za záminkou poskytnutí šance o pokračování ve výuce korejského jazyka. Na platformě se mohou učitelé se svými žáky spojit online a využít již připravené kurzy a materiály.

## Institut krále Sedžonga v Olomouci

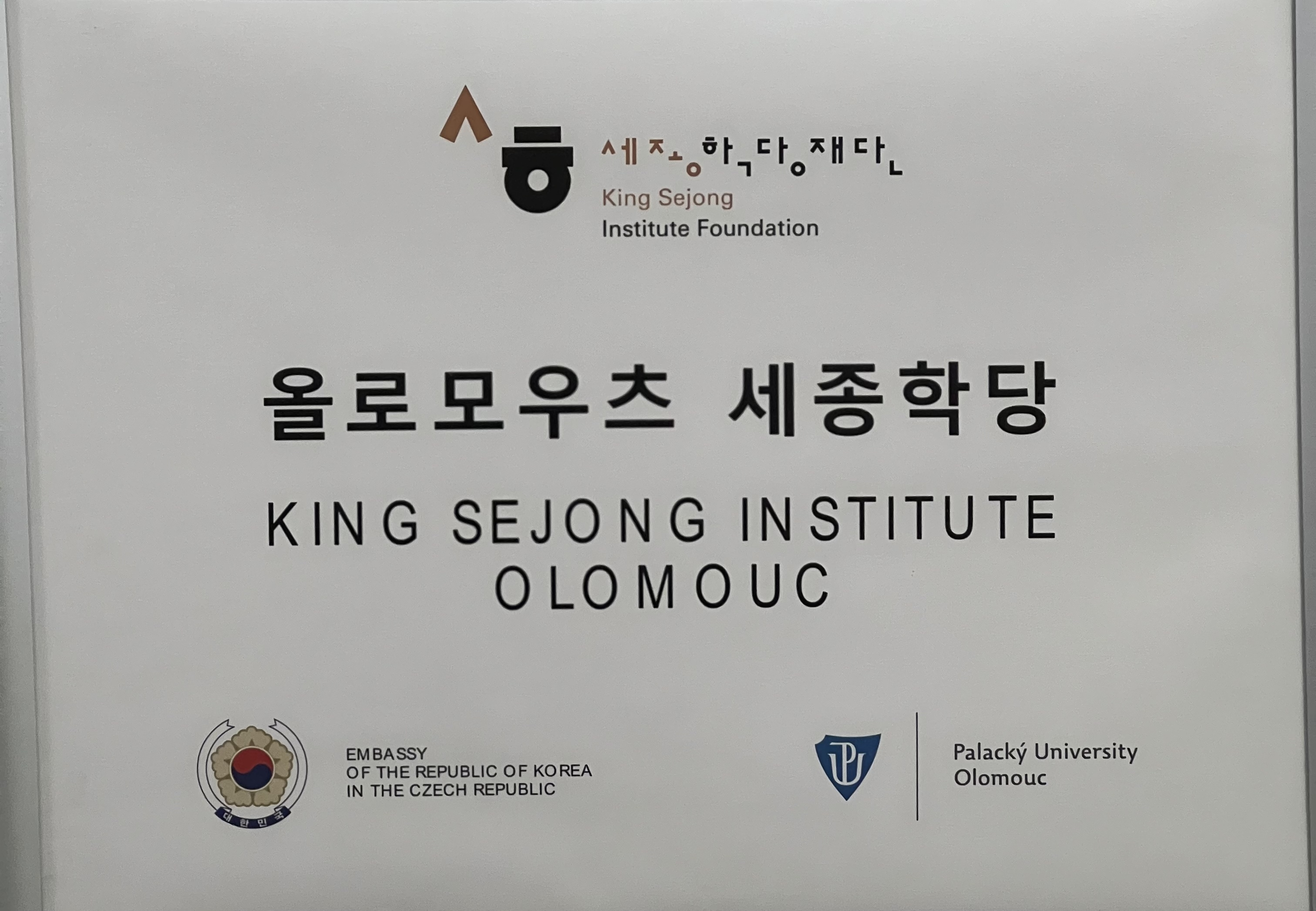
Banner KSI

V České republice má smlouvu s institutem Univerzita Palackého v Olomouci od roku 2018, a je tak jednou z 85 zemí, ve které organizace působí. KSI v Olomouci nabízí mimo jazykových kurzů také kulturně-vzdělávací akce, mezi které můžeme zařadit workshopy, koncerty či přednášky odborníků z Česka ale také ze zahraničí. Mezi studenty oblíbené události se řadí například příprava citrusového korejského čaje, a nebo každoroční soutěž psaní korejský esejí. V roce 2023 byl Institut krále Sedžonga zahrnut mezi neziskové organizace a studentské spolky, které měly možnost se prezentovat v rámci studentského festivalu Olomoucký Majáles.

### Historie působení v České republice
Institut krále Sedžonga se v České republice poprvé objevil v Praze na podzim roku 2013, kdy se jeho, v té době, 113. pobočka otevřela na Filozofické fakultě Univerzity Karlovy. V roce 2018 však Institut na Univerzitě Karlově ukončil svou činnost.
Od samotného počátku působení v České republice jsou institutem nabízeny kurzy všech úrovní korejského jazyka (založených na mezinárodní zkoušce TOPIK) pod vedením korejských lektorů.